# Antoni Capiński
Antoni Capiński (ur. 1836, zm. 1898 w Nowosiółkach) – pułkownik piechoty cesarskiej i królewskiej Armii.

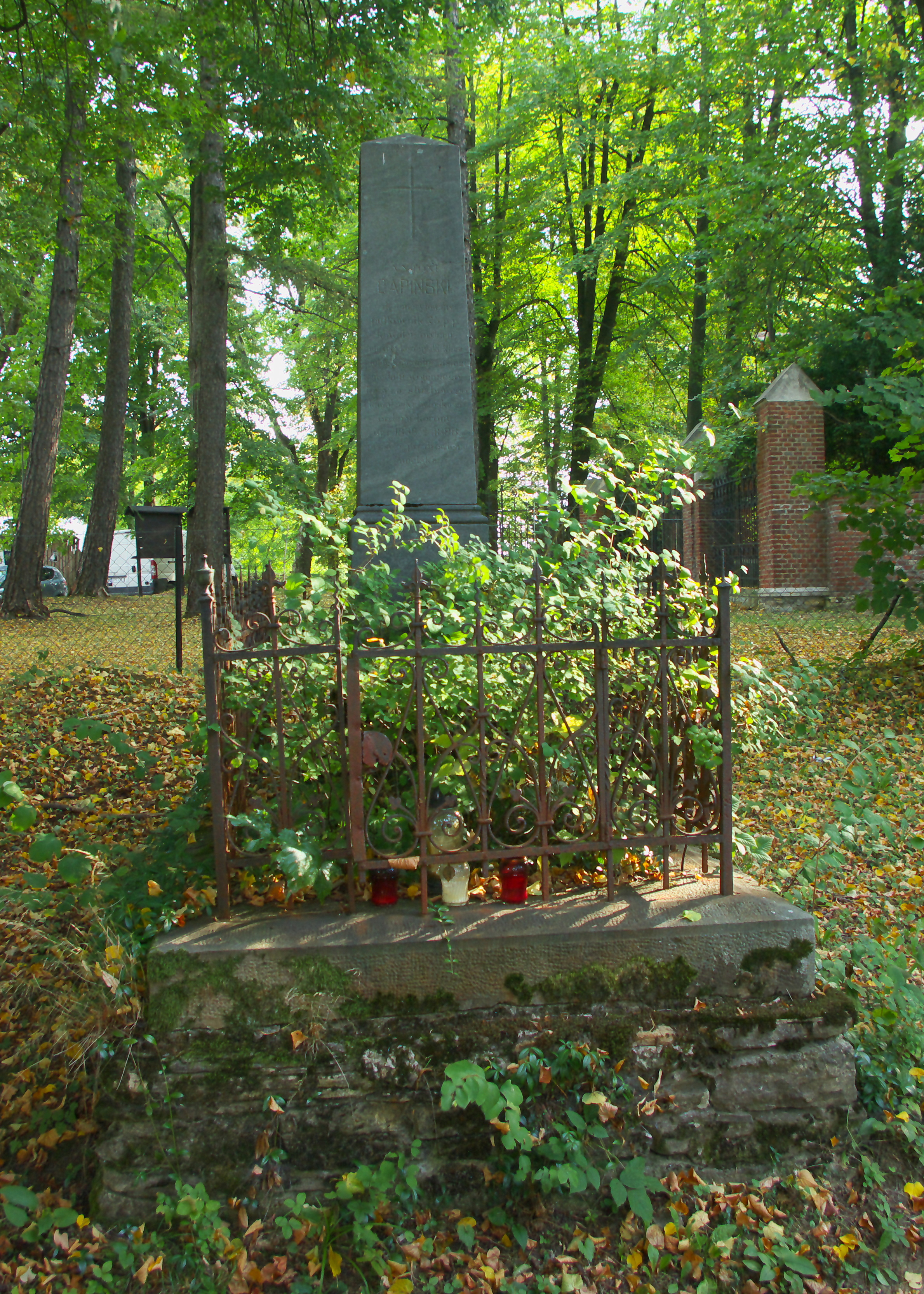
Nagrobek Antoniego Capińskiego

## Życiorys
Urodził się w 1836. Wstąpił do Armii Cesarstwa Austriackiego i służył w szeregach 5 pułku piechoty od około 1858 do około 1860 jako kadet (w garnizonie Munkács), od około 1860 do około 1866 jako podporucznik 1 klasy (w garnizonie Szathmár). Został awansowany na stopień nadporucznika z dniem 1 maja 1866. Podczas wojny prusko-austriackiej walcząc w szeregach austriackiej Armii Południowej został ciężko ranny w bitwie pod Custozą 24 czerwca 1866. Po wojnie nadal służył w szeregach 5 pułku piechoty już w formowanej w tym okresie C. K. Armii (początkowo jego jednostka stacjonowała w garnizonie Iglau, potem w Brünn, a następnie w Wiedniu), kapitan 2 klasy mianowany z dniem 1 listopada 1874, od 1877 jako kapitan 1 klasy ze starszeństwem z dniem 1 listopada 1874 (w garnizonie Kaiser-Ebersdorf), następnie w Kaschau. Około 1880 był słuchaczem 6 Kursu Oficerów Sztabowych w Wiedniu.
Od około 1882 był oficerem Węgierskiego 85 pułku piechoty także w Kaschau, a od końca 1884 w szeregach Galicyjskiego 13 pułku piechoty w Krakowie. W tym okresie został awansowany na majora z dniem 1 maja 1885. Od około 1888 sprawował stanowisko komendanta rejonu uzupełnień 13 p.p., funkcjonującego także w Krakowie. Został awansowany na podpułkownika piechoty z dniem 1 maja 1890. Od tego czasu pełnił funkcję komendanta IV batalionu w 13 pułku. Został mianowany na pułkownika w korpusie sztabu generalnego z dniem 10 maja 1893. Od tego czasu służył w szeregach Węgierskiego 25 pułku piechoty w Losoncz i pełnił funkcję komendanta IV batalionu. W marcu 1894 na własną prośbę został przeniesiony przez cesarza Franciszka Józefa w stan spoczynku
Od tego czasu do końca życia jako niezatrudniony pułkownik zamieszkiwał w galicyjskiej miejscowości Nowosiółki. Tam zmarł w 1898. Został pochowany na cmentarzu w Kalwarii Pacławskiej.

## Odznaczenia i wyróżnienia
- Order Korony Żelaznej III klasy (1894)[50][51][1]
- Złoty Medal Zasługi Wojskowej na wstążce Krzyża Zasługi Wojskowej (około 1890)[43][1]
- Medal Wojenny[1]
- Odznaka za Służbę Wojskową[b][1]
- pochwalne uznanie udzielone przez cesarza Franciszka Józefa (1866)[56]
- Krzyż Kawalerski Orderu Korony Włoch – Królestwo Włoch (zezwolenie cesarza w styczniu 1874)[57][1]